# Jérôme Souchier
Jérôme Souchier (Alvernia, 1508 – Roma, 10 novembre 1571) è stato un abate e cardinale francese.
Fu membro dell'ordine cistercense.

## Biografia
Souchier entrò nell'ordine cistercense nel monastero di Montpeyroux.
Fu abate dell'abbazia di Clairvaux dal 1552 al 1571, quindi abate dell'abbazia di Cîteaux a partire dal 1564 e, infine, superiore generale del suo ordine a partire dal 1567.
Partecipò al Concilio di Trento. I re francesi Enrico II, Francesco II e Carlo IX apprezzarono fortemente i suoi consigli.
Papa Pio V lo creò cardinale di San Matteo in Via Merulana nel concistoro del 24 marzo 1568.